# Воронцова Маргарита Олексіївна
Маргарита Олексіївна Воронцова (23 червня 1923, с. Гремяче, Воронезька губернія — 20 січня 2015, Сімферополь) — український радянський лікар-педіатр, Герой Соціалістичної Праці (1969).

## Біографія
М. О. Воронцова народилася 23 червня 1923 року  в родині вчителів у Воронезькій губернії. 
Закінчивши в 1940 р. із золотою медаллю школу, поступила в Ростовський медичний інститут. З 1942 р. працювала в сортувальній бригаді військового госпіталю (Орджонікідзе). В 1945 р. продовжила навчання в інституті, в 1946 р. здобула професію лікаря-педіатра.
З 1948 р. жила в Сімферополі, працювала дільничним лікарем-педіатром дитячої міської поліклініки № 2. За великі заслуги в області охорони здоров'я і впровадження нових методів лікування Указом Президії Верховної Ради СРСР від 4.2.1969 удостоєна звання «Герой Соціалістичної Праці». Будучи членом ВЦРПС, брала участь у роботі з'їздів профспілок..
У 1987-2004 роках працювала на посаді фельдшера на санітарно-освітній роботі. У 2004 році вийшла на пенсію.
Померла 20 січня 2015 року в Сімферополі.

## Родина
Батько — Олексій Олексійович Орлов, мати — Віра Михайлівна Орлова, вчителі.
- сестра Тамара — вчитель,
- сестра Серафима — лікар,
- брат Юрій (? — 1943), розвідник.

Чоловік (з 1945) — Микола Федорович Воронцов, полковник;
- син — Юрій Миколайович Воронцов, лікар-невропатолог госпіталю інвалідів Великої Вітчизняної війни;
  - онуки Микита, Марина;
- дочки — Віра, Любов.

## Нагороди та визнання
- медаль «Серп і Молот» Героя Соціалістичної Праці (1969)
- орден Леніна (1969)
- Медаль «За доблесну працю у Великій Вітчизняній війні 1941—1945 рр.»
- медаль «За доблесну працю. В ознаменування 100-річчя з дня народження Володимира Ілліча Леніна»
- медаль «Захиснику Вітчизни»
- Заслужений лікар Автономної Республіки Крим
- Значок «Відміннику охорони здоров’я» (СРСР)
- почесний нагрудний знак «За заслуги перед Сімферополем»
- відзнаку Автономної Республіки Крим «За вірність обов'язку» (2013) — за значний внесок у розвиток ветеранського руху, героїко-патріотичне виховання молоді, активну життєву позицію, багаторічну сумлінну працю, високий професіоналізм та у зв'язку з 90-річчям з дня народження[2].

Ім'ям М. О. Воронцової названий астероїд № 12191, відкритий у 1978 р.